# Tectarchus ovobessus
Tectarchus ovobessus is een wandelende tak uit de familie Phasmatidae. De wetenschappelijke naam van deze soort is voor het eerst voorgesteld door John Tenison Salmon in een publicatie uit 1954.
De soort komt alleen in Nieuw-Zeeland voor.